# Југословенска равногорска омладина
Југословенска равногорска омладина (верб. скраћ. Јурао) била је организација омладине у редовима Равногорског покрета.

## Стварање организације
Југословенска равногорска омладина званично је била створена 7. новембра 1942. године на инсистирање генерала Драже Михаиловића. Пре тога, на подручју Србије су се налазиле једино четничке омладинске организације. Као модел послужила је Секција за омладину Српског културног клуба. Организација је била под пуном контролом Врховне команде ЈВуО и Централног националног комитета. Равногорска омладина имала је и своје регионалне штабове и то за Црну Гору број 708 и за Србију 501, 601 и 701. Најважнији штаб био је 501 у којем су се налазили Милорад Драшковић и Бранислав Страњаковић, алијас Бранко Лазић. Такође, омладинска секција била је оформљена и у Београду као „Омладинска врховна команда“ - Штаб 1б. и њу су предводили студент Богдан Милутиновић, Никола Пашић (унук почившег Николе Пашића) и Владислав Пашић (унук почившег Владете Јовановића, првака Народне радикалне странке), а била је везана директно са илегалном четничком командом у граду. Јаче групе су створене још у Нишу, Крушевцу, Ужицу Шапцу, Лесковцу и Банату.
Омладинска команда је постојала у Београду све до јуна 1943. када је била растурена након немачке полицијске акције, а велики број њених чланова одведен је у логоре. Преостали број се прикључио четничкој војсци.
Циљ организације био је да се омладина васпита у складу са политиком Равногорског покрета, да се омасовљава и да у својим редовима прима некомпромитоване интелектуалце с подручја под контролом окупатора. Омладинска секција је за време окупације издавала и лист: „Омладински билтен Равне горе"
Врховна команда ЈВуО донела је упутство према коме у састав Југословенске равногорске омладине морају ући сви омладинци који су национално оријентисани. Према истом упутству омладинска организација се формирала на чисто војном принципу, преко десетина, водова, чета, батаљона, а надзор су вршили сами команданти јединица и срезова. Почетком 1944. на подручју Србије су се развиле и горске омладинске ћелије у сваком већем селу.

## Први конгрес
Упут за сазивање првог конгреса Југословенске равногорске омладине предао је генерал Михаиловић свим командантима бригада и корпуса у децембру 1943. са захтевом да се пошаљу омладински представници из Јужне Србије, са Косова, Срема, Војводине, Санџака, Црне Горе Херцеговине, Далмације, Лике, Хрватске и Словеније. Главни подстрек за сазивање првог омладинског конгреса имала је и Демократска омладина.
Први и једнини конгрес одржан је 13. и 14. јануара 1944. у једној кафани која се налазила у селу Прањани. Као Михаиловићев делегат на отварању конгреса био је присутан генерал Мирослав Трифуновић, а као делегат Централног националног комитета Владимир Предавец. Одлуке конгреса су биле те да се Јурао прошири са стварањем одбора у који би ушла три члана и који би имао дужност да у Врховној команди координира политички и пропагандни рад свих омладинских јединица и група, као и да се створи јединствени Врховни омладински штаб за Србију. Одбор тројице су сачињавали: Слободан Драшковић, др Војин Андрић и студент права Миливоје Васић.

## Крај организације
У јуну 1944. године, од Југословенске равногорске омладине створена је Прва омладинска бригада. У септембру 1944. замишљено је стварање Омладинског копруса, али та одлука није заживела. Средином септембра 1944. Прва омладинска бригада је вршила осигурање америчке Војне мисије и болнице рањених авијатичара, а затим је водила борбу са јединицама НОВЈ.
Крајем септембра, један део одлази са Врховном командом за Босну, а други се пребацује на терен Западне Србије. Највећи број равногорских омладинаца је мобилисан у редове НОВЈ, а затим се борио на Сремском фронту, док је један број успео да побегне из земље, а један је судски процесуиран.

## Извори и литература
- Никола Миловановић, Контрареволуционарни покрет Драже Михаиловића, књига 3 „Слом“, Београд, 1985.
- Бранко Петрановић, Србија у Другом светском рату 1939—1945, Београд, 1992.
- Радован Калабић, Равногорска историја, Београд, 1991.
- Добросав Љ. Илић, Српски четнички покрет, Нови Сад-Рума, 2006.
- Зборник докумената и податакао о НОР-у, Београд, том 14, књ.1-4, Београд, 1980-1984.
- Tomasevich, Jozo (1975). War and Revolution in Yugoslavia, 1941–1945: The Chetniks. Stanford: Stanford University Press. ISBN 978-0-8047-0857-9.
- Milovanović, Nikola (1983a). Kontrarevolucionarni pokret Draže Mihailovića: Izdaja. I. Beograd: Slovo ljubve. Архивирано из оригинала 23. 04. 2013. г. Приступљено 24. 04. 2013.
- Milovanović, Nikola (1983b). Kontrarevolucionarni pokret Draže Mihailovića: Poraz. II. Beograd: Slovo ljubve. Архивирано из оригинала 23. 04. 2013. г. Приступљено 24. 04. 2013.
- Milovanović, Nikola (1983c). Kontrarevolucionarni pokret Draže Mihailovića: Rasulo. III. Beograd: Slovo ljubve. Архивирано из оригинала 23. 04. 2013. г. Приступљено 24. 04. 2013.
- Milovanović, Nikola (1983d). Kontrarevolucionarni pokret Draže Mihailovića: Slom. IV. Beograd: Slovo ljubve. Архивирано из оригинала 23. 04. 2013. г. Приступљено 24. 04. 2013.